# Segunda Divisão 2023 (São Tomé und Príncipe)
Die Segunda Divisão 2023 war die zweithöchste Spielklasse im Fußball auf der Insel São Tomé, einem Teilstaat des afrikanischen Inselstaates São Tomé und Príncipe. Die Saison wurde mit zehn Mannschaften ausgetragen. Jede Mannschaft absolvierte 18 Spiele in einer Hin- und Rückrunde.
| Pl.                    | Verein                  | Sp. | S  | U | N  | Tore    | Diff. | Punkte |
| ---------------------- | ----------------------- | --- | -- | - | -- | ------- | ----- | ------ |
| 1.                     | CD Guadalupe (A)        | 18  | 13 | 1 | 4  | 039:150 | +24   | 40     |
| 2.                     | Juba de Diogo Simão (N) | 18  | 12 | 2 | 4  | 035:210 | +14   | 38     |
| 3.                     | Oque d’El Rei           | 18  | 11 | 4 | 3  | 038:150 | +23   | 37     |
| 4.                     | UDESCAI                 | 18  | 10 | 1 | 7  | 036:290 | +7    | 31     |
| 5.                     | Santa Margarida (N)     | 18  | 9  | 0 | 9  | 033:360 | −3    | 27     |
| 6.                     | Folha Fede              | 18  | 7  | 3 | 8  | 023:260 | −3    | 24     |
| 7.                     | UD Correia (A)          | 18  | 7  | 2 | 9  | 028:390 | −11   | 23     |
| 8.                     | GD Cruz Vermelha        | 18  | 5  | 2 | 11 | 022:340 | −12   | 17     |
| 9.                     | Santana FC              | 18  | 4  | 1 | 13 | 028:450 | −17   | 13     |
| 10.                    | UD Amadora              | 18  | 3  | 2 | 13 | 019:410 | −22   | 11     |
| Stand: Endstand Saison |                         |     |    |   |    |         |       |        |

Platzierungskriterien: 1. Punkte – 2. Tordifferenz – 3. geschossene Tore